# Mokobé
Mokobé Traoré (24 mei 1976) is een Franse rapper van Malinese origine. Hij is lid en medeoprichter van de rapgroep 113. Hoewel Mokobé medeoprichter is van 113 is hij op de albums minder te horen dan medebandleden AP en Rim'K.
Mokobé is zeer belangrijk voor het 'imago' van de groep. Hij houdt zich bezig met clips, dvd's, interviews en publieke relaties.
Het eerste solo-album van Mokobé wordt in 2007 verwacht. Op dat album werkt hij ook samen met enkele grote Afrikaanse artiesten waaronder Salif Keita, Amadou & Mariam en Oumou Sangaré.

## Discografie (solo)
- 2005: 'Bouger Bouger remix', met Magic System
- 2006: 'Abidjan, l'argent, les gens', met Rudy
- 2006: 'On est ensemble', met Molaré

- Bibliothèque nationale de France: cb14053247p (data)
- Gemeinsame Normdatei: 1222467941
- International Standard Name Identifier: 0000 0000 0071 4653
- MusicBrainz: 89431b9d-e345-4be4-8646-c8a5366b5794
- Système universitaire de documentation: 15715680X
- Virtual International Authority File: 10051322
- WorldCat: E39PBJd3J4t4wmg9DCgDCRGfv3